# Sense títol (Alexander Calder, 1934)
Sense títol (Sin título en castellano) es una escultura móvil hecha con madera y metal creada por Alexander Calder en 1934.
La escultura, de carácter vanguardista consta de unas varillas metálicas que se unen a unas piezas de madera esféricas y triangulares. Gracias a su estructura y materiales, permite a la obra cierto movimiento.
Fue  expuesta por primera vez en la Pierre Matisse Gallery en 1943 y actualmente se exhibe en el Instituto Valenciano de Arte Moderno de la ciudad de Valencia, España.
Con este mismo nombre, Sense títol, existen otras dos obras de parecidas características, realizadas por Calder en 1931, que forman parte de la colección del Museo de Arte Contemporáneo de Barcelona.

## Influencias de la obra
Entre las influencias más destacables en esta obra, encontramos a Joan Miró y el mundo del circo. Gracias a su amistad con Miró, pudo observar su trabajo y adoptar elementos que después plasmaría en obras como esta; se puede hablar incluso de que hubo cierta aproximación estética con las obras de Miró.